# Бонсон (Приморские Альпы)
Бонсон (фр. Bonson) — коммуна на юго-востоке Франции в регионе Прованс — Альпы — Лазурный берег, департамент Приморские Альпы, округ Ницца, кантон Ванс. До марта 2015 года коммуна административно входила в состав упразднённого кантона Рокестерон (округ Ницца).
Площадь коммуны — 6,72 км², население — 660 человек (2006) с тенденцией к росту: 706 человек (2012), плотность населения — 105,1 чел/км².

## Население
Население коммуны в 2011 году составляло — 686 человек, а в 2012 году — 706 человек.
| 1962 | 1968 | 1975 | 1982 | 1990 | 1999 | 2006 | 2008 | 2011 | 2012 |
| ---- | ---- | ---- | ---- | ---- | ---- | ---- | ---- | ---- | ---- |
| 210  | 232  | 235  | 288  | 456  | 601  | 660  | 677  | 686  | 706  |

Динамика численности населения:

## Экономика
В 2010 году из 463 человек трудоспособного возраста (от 15 до 64 лет) 349 были экономически активными, 114 — неактивными (показатель активности 75,4 %, в 1999 году — 73,2 %). Из 349 активных трудоспособных жителей работали 333 человека (180 мужчин и 153 женщины), 16 числились безработными (9 мужчин и 7 женщин). Среди 114 трудоспособных неактивных граждан 40 были учениками либо студентами, 38 — пенсионерами, а ещё 36 — были неактивны в силу других причин.
На протяжении 2010 года в коммуне числилось 279 облагаемых налогом домохозяйств, в которых проживало 712,0 человек. При этом медиана доходов составила 21 тысяча 484 евро на одного налогоплательщика.